# Estret de Jones
L'estret de Jones (en anglès: Jones Sound) és una massa d'aigua de l'Àrtida canadenca, situada entre l'Illa Ellesmere, al nord, i l'illa Devon, al sud. Administrativament, forma part del territori autònom de Nunavut. És a la part oriental del Pas del Nord-oest.

## Geografia
L'estret de Jones és un dels tres estrets situats a la part nord-occidental de la badia de Baffin, entre l'estret de Lancaster, al sud, i l'estret de Smith, al nord, a la boca de l'estret de Nares. Està situat entre la costa septentrional de l'illa Devon, i la costa meridional de l'illa Ellesmere.
A la seva entrada, des de la badia de Baffin s'hi troba l'illa Coburg (411 km²) que divideix l'accés en dos trams: el meridional, l'estret de Lady Ann, entre les illes de Coburg i Devon, d'uns 28 km d'amplada, i el septentrional, l'estret Glacera entre illa Coburg i les petites illes Stewart, situades davant la costa oriental d'Illa Ellesmere.
La seva llargada és d'uns 280 km, variant la seva amplada entre 40 i 110 km. La costa septentrional és molt trencada, amb llargs i profunds fiords en direcció NS, d'est a oest, apareixen els de Fram, Starn, Grise, Hearbour, South Cape, Baader, Muskod i Goose. El més important és el d'Aujuittuq, a la boca del qual hi ha l'assentament homònim d'Aujuittuq, que disposa d'aeròdrom i és l'assentament civil més al nord d'Amèrica, amb una població permanent de 141 persones segons el cens de 2006.
La riba meridional és menys trencada, amb àmplies badies i algun fiord. També d'est a oest, es troben Badia Brae, Badia Bear-amb els inlets de Sverdrup i Thomas Lee-i al final, el fiord de l'Oest. Al fons de l'estret de Jones, a la part nord-occidental es troba la petita illa de Calf i després l'illa Nord Kent (590 km²), que tanca l'estret i deixa dos passos laterals que donen accés a badia Noruega: a la part oriental, el Hell Gate, amb uns 7,5 km d'amplada, i a l'occidental, l'estret Cardigan, d'uns 8 km.

## Història
Va ser descobert per l'expedició del Discovery capitanejada per Robert Bylot i pilotada per William Baffin el 1616. En aquesta expedició es va descobrir la badia que avui porta el seu nom i els estrets de Lancaster, Smith i Jones, que van ser nomenats així en honor dels patrocinadors dels seus viatges. Aquesta expedició va assolir un nou rècord de navegació boreal, en arribar als 77° 45′ N, 480 km més al nord de la marca anterior establerta per John Davis, una marca que va romandre sense ser superada durant 236 anys.